# Château de Saint-Léger (Saint-Léger-les-Mélèzes)
Pour les articles homonymes, voir Château de Saint-Léger et Château de Saint-Léger (Le Plessis-Sainte-Opportune).
Le château de Saint-Léger est situé sur le territoire de la commune française de Saint-Léger-les-Mélèzes, dans le département des Hautes-Alpes et la région Provence-Alpes-Côte d'Azur.

## Historique

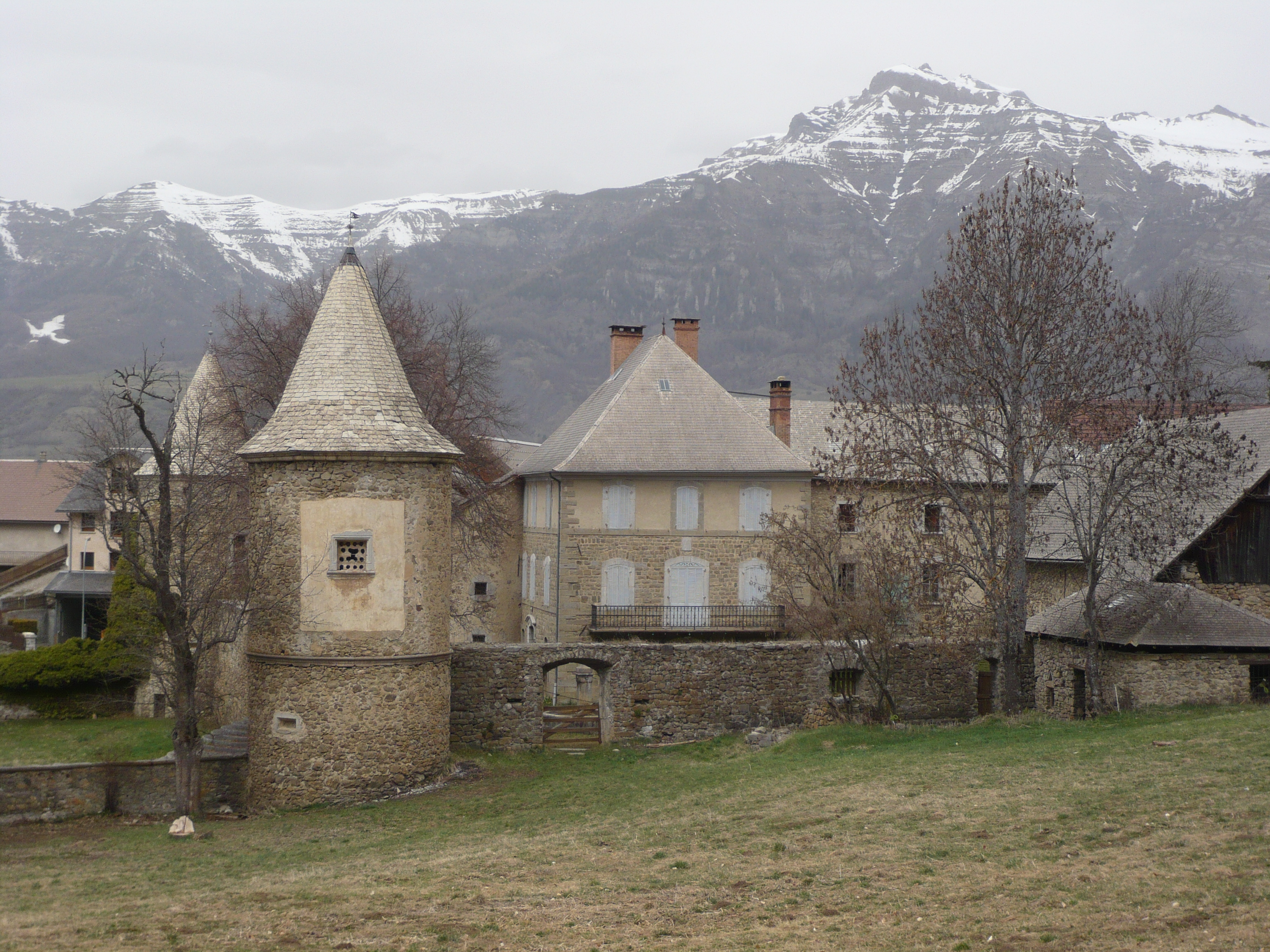
Façade du château.

Vers 1200, l'emplacement du château accueillait un prieuré construit par les moines de Cluny ; il ne comportait alors que le bâtiment central et était dépourvu d'étage. Il a ensuite connu plusieurs phases de construction, à travers les siècles et en fonction des propriétaires.
Maison forte élevée au XVe siècle par le seigneur local et agrandie au début du XVIIe siècle (date 1612 sur le portail de la cour) par l'adjonction d'une enceinte et de tours d'angle et agrémentée d'un jardin clos. Au XIXe siècle, elle est transformée en maison de maître par un industriel (date 1877 sur le linteau de la porte du corps de logis). Il fait l'objet d'une inscription au titre des monuments historiques depuis le 13 janvier 1997.

## Architecture

### L'enceinte
L'enceinte est composée de murailles percées de meurtrières et de quatre tours d'angle dont deux sont encore visibles tandis que les deux autres ne comportent plus que les traces de leurs bases. La tour du nord-ouest servait de tour de garde, celle du sud-est est un pigeonnier.

### Le corps de logis
Le corps de logis consiste en un bâtiment rehaussé de deux étages au XIXe siècle et équipé de deux tours plus anciennes qui avaient autrefois la toiture en pointe.

### Les équipements spécifiques
Un four à pain se trouve à l'intérieur de l'enceinte au pied du pigeonnier : il pouvait servir aux habitants du village. À quelque distance à l'extérieur de l'enceinte, se trouvent les ruines d'un moulin qui possédait autrefois une roue à aubes.

### Les espaces d'agrément
Le site compte un jardin suspendu comportant un bassin central et un perron de pierre, ainsi qu'une cour intérieure avec un bassin.